# Universidade Mandume ya Ndemufayo
A Universidade Mandume ya Ndemufayo (UMN) é uma universidade pública angolana, multicampi, sediada na cidade de Lubango.
A universidade surgiu do desmembramento do campus Lubango da Universidade Agostinho Neto em meio as reformas no ensino superior angolano ocorridas nos anos de 2008 e 2009.
Tem sua área de atuação restrita ás províncias de Huíla e Cunene.

## Origem do nome
A universidade homenageia Mandume ya Ndemufayo (1894-1917), o último rei do Reino Cuanhama, nação dos cuanhamas, um povo pertencente ao grupo etnolonguístico dos ovambos do sul de Angola e norte da Namíbia.

## Histórico
A tradição histórica da UMN está interligada com a criação dos "Estudos Gerais Universitários de Angola" (iniciados em Luanda em 1962). Com o intuito de expandir sua abrangência é promulgado, a 5 de Agosto de 1963, a criação de um campus em Lubango (então Sá da Bandeira). Contudo as aulas do campus só começariam de fato em 4 de Novembro deste mesmo ano, com início das aulas do curso de Ciências Pedagógicas.
Em 1966 o campus de Lubango passa a ser "Delegação dos Estudos Gerais de Angola em Sá da Bandeira", ofertando os cursos universitários de preparação de professores do 8º e 11º grupos do Ensino Superior. Posteriormente os cursos de preparação foram extintos para dar lugar a faculdades livres. Em 1968 a Delegação de Sá da Bandeira passa a ser vinculada a "Universidade de Luanda".
Em junho de 1974 o Alto-Comissário Silva Cardoso e o então Ministro da Educação do Governo de Transição desdobram a Universidade de Luanda em três universidades, com a delegação local transformando-se em Universidade de Sá da Bandeira. Foi nomeado para ficar à frente da nova universidade como reitor o doutor em geografia José Guilherme Fernandes e como vice-reitor o engenheiro Abílio Fernandes, porém essa configuração durou pouco tempo.
A partir de 1976 a "Delegação do Lubango" passa a ser vinculada a nova Universidade de Angola (atual Universidade Agostinho Neto), já no bojo da independência do país. Neste mesmo ano perde a faculdade de Matemática, e o campus do Lubango fica somente com a Faculdade de Letras.
A faculdade de Letras é extinta em 1980 para dar lugar ao Instituto Superior de Ciência de Educação (ISCED) no Lubango, por decreto nº 95 de 30 de Agosto do Conselho de Ministros. O ISCED, por sua vez, fica adstrito a uma instituição maior criada no mesmo decreto, o "Centro Universitário do Lubango" (CULub).
Em 2008/2009 no âmbito do programa do Governo de Angola para o ensino superior, de acordo com o artigo 16º do decreto nº 7/09 de 12 de maio, é criada a Universidade Mandume ya Ndemufayo (UMN), como Instituição Pública de Ensino Superior, a partir da elevação do "Centro Universitário do Lubango"; no mesmo ato o ISCED do Lubango torna-se uma instituição autônoma desvinculada da UMN, tornando-se o Instituto Superior de Ciências da Educação da Huíla.
Em 2014, a UMN passou por um processo de gerar uma nova instituição de ensino superior, quando, pelo decreto-lei n° 188/14, de 4 de agosto de 2014 aprovado pelo Conselho de Ministros, foi criada a Universidade Cuito Cuanavale, a partir da elevação dos antigos campi desta nas localidades de Menongue e Ondijiva.
Com a criação da Universidade do Namibe, através do decreto presidencial nº 285, de 29 de outubro de 2020 — que reorganiza a Rede de Instituições de Ensino Superior Pública de Angola (RIPES) —, as escolas superiores politécnica e pedagógica do Namibe deixam de ser tuteladas pela UMN e passam a integrar a recém-criada instituição, sediada em Moçâmedes.
Pelo mesmo decreto, são unidades orgânicas da UMN as faculdades de direito, economia, medicina e o Instituto Politécnico da Huíla. As escolas superiores politécnica e pedagógica de Ondijiva foram reintegradas, formando o novo Instituto Politécnico de Ondijiva.

## Estrutura
A UMN encontra-se estruturada em unidades orgânicas (faculdades, institutos e escolas), estas por sua vez organizadas em departamentos de ensino e investigação onde são ministrados vários cursos e especialidades em diversas áreas do saber científico, ao nível da graduação (licenciatura). As unidades estão distribuídas nos seguintes campi:

### Campus do Lubango
- Faculdade de Direito
- Faculdade de Economia
- Faculdade de Medicina
- Instituto Superior Politécnico da Huíla

### Campus de Ondijiva
- Instituto Politécnico de Ondijiva